# 黄刀湾

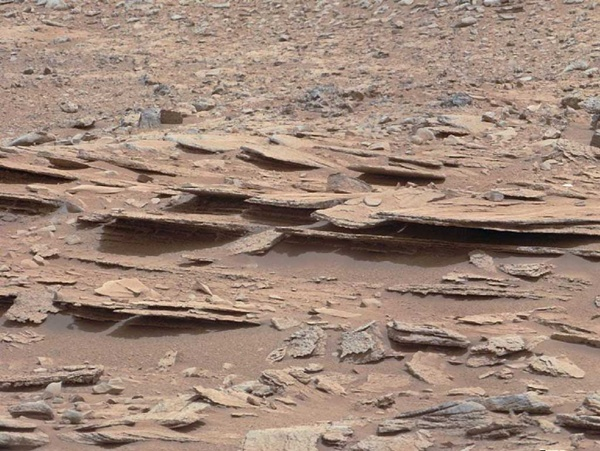
被称为“谢勒”(Shaler)的黄刀湾地质特征—露头显示出明显为水流特征的交叉层理。

黄刀湾（Yellowknife Bay）也译作耶洛奈夫湾，是火星盖尔撞击坑中的一处地质构造。2012年12月17日，即125个火星日后，美国宇航局火星科学实验室的“好奇号”探测车抵达该低洼地带，开始了为期668个火星日的计划任务。火星科学实验室的主要任务目标是评估该行星的宜居性潜力以及火星环境是否能够或曾经支持过生命。该地点是在前几次任务对该地区进行大量研究后选择的，火星勘测轨道飞行器观察到由液态水所形成的形态特征，表明存在过一座可维持微生物生命的古湖泊。该地质洼地取名自加拿大西北地区首府黄刀镇，以纪念该城市周围地区40亿年历史的岩石，它与盖尔撞击坑中裸露岩石的地质龄大致相同。

## 盖尔撞击坑

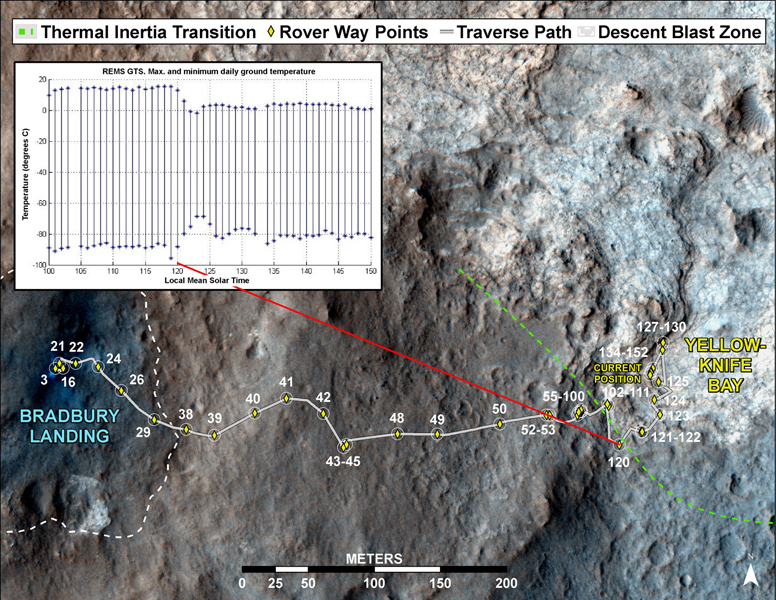
好奇号从布雷德伯里着陆场前往黄刀湾的路径以及沿途的地质路标。

黄刀湾是巨大的盖尔撞击坑内一处5米深的地质洼地，该陨坑位于火星赤道以南，靠近埃俄利斯区西北部。在它的中心区域坐落着一座5.5公里(18000英尺)高，名为埃俄利斯山的山丘，又称“夏普山”。坑内地质单元提供了广泛的撞击相对龄及其详细的地质变迁史。
盖尔撞击坑是火星科学实验室探测车的着陆点，该探测车于2011年11月26日从卡纳维拉尔角发射，并于2012年8月6日降落在指定的布雷德伯里着陆场 。该探测车配备了一套比以前任何外星登陆器都更先进的仪器，非常适合评估目标区域的地质。“好奇号”从着陆点向东北方向行驶了半公里，抵达了该低凹洼地。该区域比以前的地形更平坦、颜色更浅，并被命名为“黄刀湾”。火星科学实验室团队的首要任务是拍摄该区域360度的彩色全景图像，这幅图像随后被用于选择从黄刀湾采集约翰·克莱因和坎伯兰岩石样本的钻孔位置。

## 宜居性
火星最初10亿年的状况与今天截然不同，这些条件是否曾适宜居住，很大程度上取决于地表的挥发物含量，尤其是水(H2O)和二氧化碳(CO2)。存在这些挥发物最好的证据是来自对地表形态的观察，之前对盖尔撞击坑的观察表明，黄刀湾暴露的地层很可能是扇形或下坡等价物，如湖泊沉积物。好奇号使用它的化学相机和桅杆相机分析了一处被称为“谢勒”的地质露头化学成分和分层结构。该地质构造显示了交错层理特征，清楚地表明了过去与水流的相互作用。黄刀湾之所以被火星科学实验室团队选为首个主要的勘探地点，就是其暴露的地层被推断为浅河流-湖相沉积。这些水环境被认为保存了古代宜居性的证据以及潜在的类地微生物，它们能分解岩石和矿物以获取能量，被称为化能无机自养生物。
在“好奇号”探测车抵达火星之前，对所有火星地表的测年都是用地貌学和撞击坑计数法等相关技术来测定岩层的地质龄。火星科学实验室团队则通过探测车收集黄刀湾的泥岩样本，再使用火星样本分析设备(SAM)中的质谱仪测量氩同位素，来测定岩段的绝对放射龄以及它暴露于地表的大致时间。湖床岩石的地质年龄可追溯至40亿年前，并在30到1.1亿年前因风蚀而暴露，这是首次在另一星球上获得的岩石绝对年龄。尽管如此，寻找火星生命证据更理想位置应是仅一百万年或更短时间才露出的最近岩层，只有这样它们才能更好地免受恶劣地表辐射的影响。

## 黄刀湾地质
太阳系中大多数石质星球的主要成分是火成岩，但长期来人们就一直推测，与地球一样，火星上也分布着大量的沉积岩。“好奇号”探测车已确认存在由细、中和粗粒砂岩玄武岩构成的沉积岩石。在此露出的厚度约5.2米(17英尺)，分为三种独特的地层，从下往上，这些地层分别被命名为：羊床段(1.5米(4.9英尺)厚)、吉莱斯皮湖段(2米(6.6英尺)厚)和格莱内尔格段(1.7米(5.6英尺)厚)，这些构件的组合称为黄刀湾组。
由风蚀和河流作用引起的侵蚀活动已导致吉莱斯皮湖岩段产生风化，露出了下面的羊床岩层，并形成火星勘测轨道飞行器拍摄的高分辨率成像科学设备图像中所看到的地形台阶。吉莱斯皮湖床看上去很大，由夹杂着嶙峋与圆润的不规则颗粒组成，构成了片状的砂质玄武岩，这些特征进一步支持了河流运送和沉积的模型。此外，根据一项研究，与吉莱斯皮湖岩段相关的砂岩层似乎与地球上发现的“微生物参与形成的原生沉积构造”(MISS)相似。
好奇号”从羊床层泥岩沉积岩中提取了两份钻孔样本，分别称为“约翰·克莱因”和“坎伯兰”，它们是从火星风化层中提取的第二和第三份钻探样本。第一份则取自黄刀湾以西60米（200英尺），一处名为石巢的风蚀矿床。钻取的这两份样本相距3米(9.8英尺)，在同一地层的10厘米(3.9英寸)范围内。

### 约翰·克莱因和坎伯兰样本

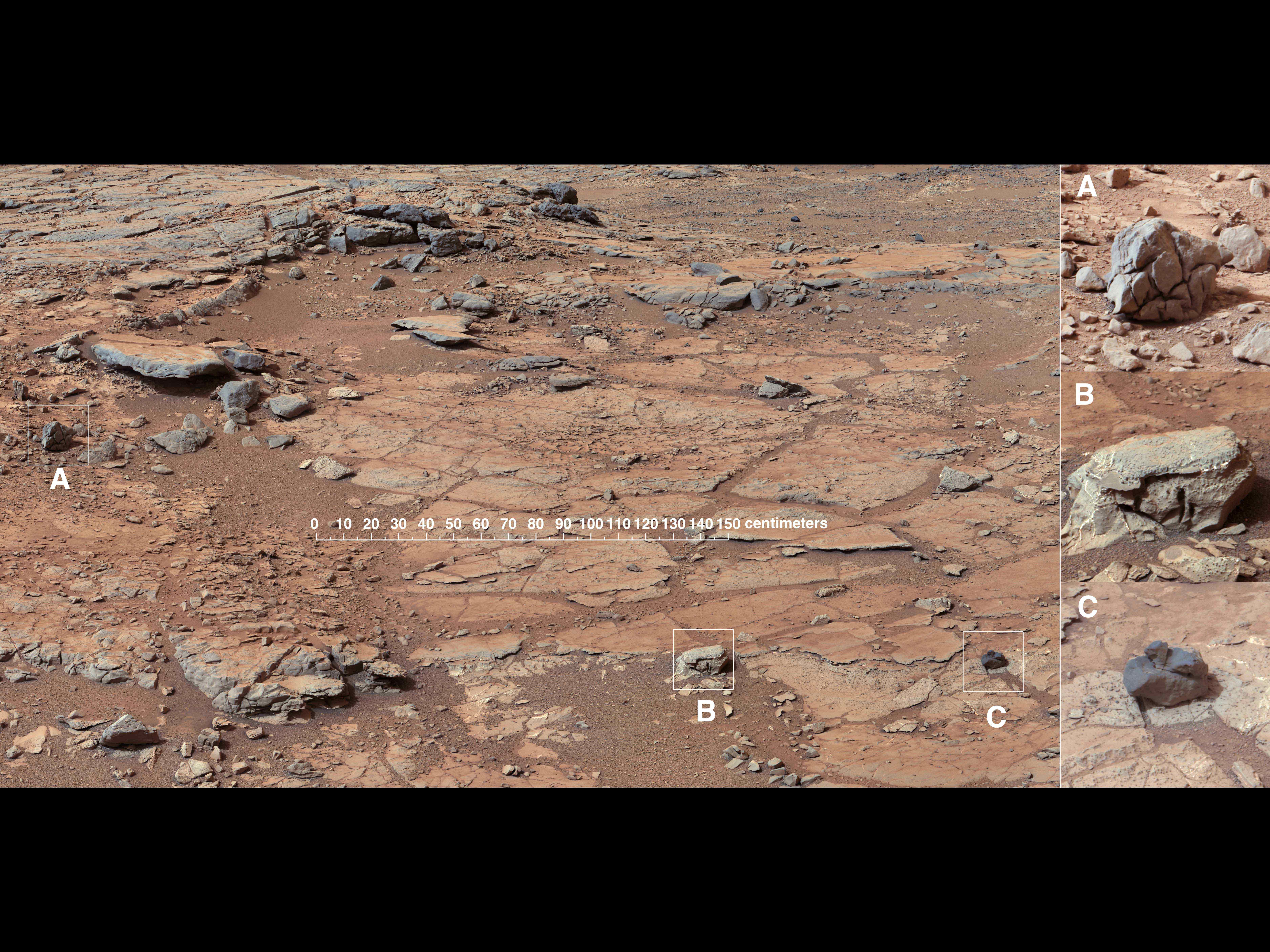
好奇号钻探采样选择的约翰·克莱因点。

“好奇号”使用了多台不同的探测设备来尝试评估从羊床地层中采样的泥岩矿物。化学与矿物分析仪的X射线衍射、桅杆相机、化学相机、阿尔法粒子X射线光谱仪(APXS)
和火星手部透镜成像仪(MAHLI)均用于获得两份样本化学和矿物学的最完整图片，这些样本照片将用于描述整个区域。
这两份样本中发现的主要成分是大量的页硅酸盐，如蒙脱石等粘土矿物，而粘土矿物则是仅在有水情况下才会形成的水合铝硅酸盐，这进一步支持了该地区曾经有过一座古陨坑湖的说法。此外，还检测到了其他硅酸盐，如橄榄石的富镁端成员：镁橄榄石、易变辉石、斜长石、辉石、单斜辉石和斜方辉石。这些检测到的矿物都表明沉积物可能的镁铁质来源。

## 黄刀湾之后
火星科学实验室的主要目标是确定火星上是否可能存在过宜居的古环境，随着在黄刀湾内研究的完成，美国宇航局的科学家团队随后将“好奇号”从黄刀湾地层引向了矗立在盖尔撞击坑内5.5公里(3.4英里)的夏普山。2013年7月4日，“好奇号”驶离了格莱内尔格段，开始了前往夏普山的8公里(5英里)旅程。美国宇航局科学家们估计，这项任务需要一年时间才能完成。